# 1840 Гус
1840 Гус (1840 Hus) — мала планета головного поясу, відкрита 26 жовтня 1971 року чехословацьким астрономом, походженням з моравської сім'ї Лубошем Когоутеком в обсерваторії Бергедорф у Гамбурзі, Німеччина.
Тіссеранів параметр щодо Юпітера — 3,278.

## Орбіта і класифікація
Вважається, що цей астероїд належить до сімейства Короніс, також відомого як сімейство Гіраяма, названого на честь японського астронома Кійотсугу Гіраями. Він обертається навколо Сонця у зовнішньому великому поясі на відстані 2,9—3,0 а. о. раз на 5 років (1821 день; велика піввісь 2,92 а. о.). Ексцентриситет орбіти дорівнює 0,02, а нахил орбіти — 2° відносно екліптики.